# هفت‌برکه
هفت‌برکهٔ گراش هفت آب انبار تاریخی مربوط به دوران‌های تاریخی پس از اسلام در شهر گراش، در استان فارس است. این اثر در تاریخ ۶ دی ۱۳۵۵ با شمارهٔ ثبت ۱۳۲۷ به‌عنوان یکی از آثار ملی ایران به ثبت رسیده‌است.
این هفت آب‌انبار که در اندازه‌های مختلف و زمان‌های متفاوت ساخته شده‌اند، در فاصلهٔ کمی نسبت به هم قرار دارند و در مسیر رودخانه‌ای فصلی به نام بزئرد (bezerd) در محلهٔ ناساگ، واقع می‌باشند. از این هفت آب‌انبار، پنج حلقهٔ آن دارای سقف گنبدی‌شکل و دو حلقهٔ دیگر بدون سقف است که بزرگ‌ترین و معروف‌ترین آن‌ها به برکهٔ حاج‌ابوالحسن موسوم گردیده‌است.

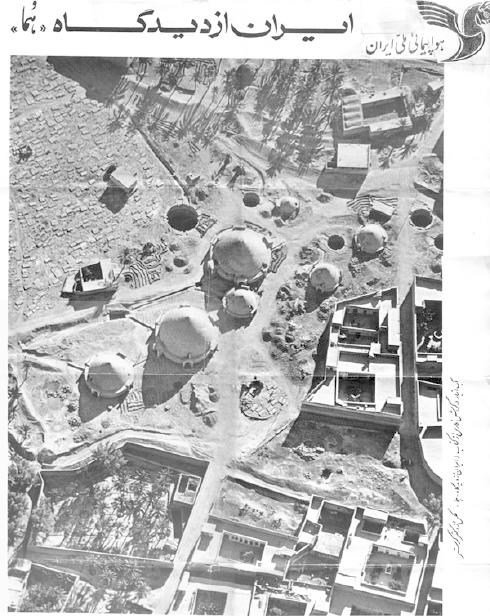
تصویر هوایی مجموعه هفت‌برکه در کتاب «ایران از دیدگاه هما»، ۱۳۳۰

طبق سنگ‌نوشته‌ای که در دهانهٔ شمال شرقی برکهٔ حاج‌ابوالحسن نصب است، این آب‌انبار به همت حاج‌ابوالحسن، فرزند حاج‌حسن (بانی برکهٔ چارتاخ) ساخته شده‌است. خصوصیت منحصر به فرد آن، این است که سنگ‌پله‌ها در دیوارهٔ مخزن در سمت دهنهٔ جنوب شرقی تا کف آب‌انبار و در سمت بقیهٔ دهنه‌ها تا چهار ردیف، ادامه دارد. مخزن آن دایره‌ای شکل بوده و مجراهای ورودی و خروجی آب در سمت غربی دهانهٔ شمارهٔ یک و چهار قرار دارد. کف این آب‌انبار برخلاف دیگر آب‌انبارها هم‌سطح دهانه‌ها و طاق‌های آن به صورت هلالی است. طاق‌های سردرها و دهنه‌ها به شکل تیزه‌دار ساخته شده که طاق‌های سردر شمارهٔ دو و پنج دارای تزئینات مقرنس می‌باشد. سردرها از دیواره مرتفع‌تر بوده و مانند دیوار بدنه (شاوره)، از سنگ و ملات گچ تشکیل شده‌است. گنبد آب‌انبار با سنگ و ملات گچ ساخته شده و با ساروج اندود شده‌است.